# Michaił Marczuk
Michaił Iwanowicz Marczuk (ros. Михаил Иванович Марчук, ur. 1891 we wsi Orasz w guberni grodzieńskiej, zm. 29 lipca 1938 w Kommunarce) – radziecki działacz partyjny.

## Życiorys
Był Białorusinem. W 1918 kierował gminnym oddziałem finansowym w guberni tambowskiej, później służył w Armii Czerwonej, w 1919 został członkiem RKP(b) i kierownikiem wydziału organizacyjnego jednego z powiatowych komitetów partyjnych w guberni tambowskiej i później sekretarzem odpowiedzialnym Komitetu Powiatowego RKP(b) w Jełat´mie. Od 1923 do 31 grudnia 1924 był naczelnikiem gubernialnego oddziału GPU w Riazaniu, później sekretarzem odpowiedzialnym Komitetu Powiatowego WKP(b) w Sasowie, następnie zastępcą przewodniczącego gubernialnej/okręgowej komisji kontrolnej WKP(b) w Riazaniu. Od 1930 do 1932 studiował w Komunistycznym Uniwersytecie im. Swierdłowa, po czym został pomocnikiem sekretarza Zakaukaskiego Komitetu Krajowego WKP(b), a później instruktorem Komitetu Miejskiego WKP(b) w Moskwie, od maja 1935 do sierpnia 1937 był I sekretarzem Dmitrowskiego Komitetu Rejonowego WKP(b) w Moskwie i jednocześnie sekretarzem komitetu WKP(b) budowy kanału Moskwa-Wołga. Od sierpnia do października 1937 był przewodniczącym Komitetu Wykonawczego Iwanowskiej Rady Obwodowej, potem II sekretarzem i od listopada 1937 do maja 1938 I sekretarzem Biura Organizacyjnego KC WKP(b) na Kraj Krasnodarski. Był odznaczony Orderem Lenina (14 lipca 1937).
6 maja 1938 został aresztowany, a 29 lipca 1938 skazany na śmierć przez Wojskowe Kolegium Sądu Najwyższego ZSRR pod zarzutem szpiegostwa i rozstrzelany. 19 października 1956 został pośmiertnie zrehabilitowany.